# مهناز آذرنیا
مهناز آذرنیا شاعر، نقاش و نویسنده ایرانی است. او در ۲۲ دی ۱۳۲۴ هجری شمسی در تهران به دنیا آمد. مادر او شمالی و پدرش فردی روشنفکر بود. در آغاز جوانی به نقاشی روی آورد و پس از حضور در چند نمایشگاه داخلی، در فستیوال ونیز که توسط سازمان جهانی یونسکو برگزار می‌شد، شرکت کرد و با جلب نظر منتقدان، جایزه و تقدیرنامهٔ این جشنواره را کسب نمود. آثار او در بسیاری از کشورهای اروپا و آسیایی به نمایش درآمد. وی همچنین به تشویق پدربزرگش که پزشک بود، با نشریات ادبی و فرهنگی تهران همکاری داشته و شعرها و نقدهای هنری و اجتماعی خود را در مجلات چاپ می‌کرد. دو دفر شعر او به نام‌های بچه‌های خوشباور آفریقا و به ما گفتند خفقان بگیرید در سال ۱۳۴۸ شمسی چاپ و منتشر شدند که حاوی اندیشه‌های اجتماعلی مهناز آذرنیا هستند. در همین سال، او به همراه مهرنوش شریعت پناهی کتاب مشترکی به نام زن + زن را به انتشار رساندند. مهناز آذرنیا همچنین نویسندهٔ سه عنوان دفتر شعر پنجره‌ای به دیروز، حنجره‌ای در باد و هیلاج است.